# Catharosoma mesoxanthum
Catharosoma mesoxanthum är en mångfotingart som först beskrevs av Carl Graf Attems 1898.  Catharosoma mesoxanthum ingår i släktet Catharosoma och familjen orangeridubbelfotingar. Inga underarter finns listade i Catalogue of Life.